# 白山神社 (今治市)
白山神社（はくさんじんじゃ）は、愛媛県今治市畑寺にある神社。

## 祭神
- 伊弉諾尊
- 菊理姫神

## 概略
天武天皇の勅命を受けて、徳蔵上人が国家鎮護のため、大宝元年（701年）白山権現ならびに摩尼山を開基した。天慶3年（825年）空海の奏聞により淳和天皇勅願のため当社を再興した。天慶3年（940年）藤原純友・平将門の謀反起こす、摩尼山の衆徒、朱雀院の詔勅を蒙り幣を捧げて朝敵降伏・四海平静の祈祷をし霊験殊に顕著であり、この報賽として社殿の修造があった。文永3年（1266年）昇天起雨の報賽として社殿の修復があった。
本殿は檜皮葺。拝殿と幣殿は瓦葺で昭和52年10月のものである。

## 境内社
- 天水分神社：天水分神
- 山神社：大山積神
- 荒神社：大己貴神
- 山王神社：オオヤマクイノカミ
- 春日神社：天兒屋根神、太玉命
- 祖霊社（戦没者の霊を祀る）、狸神社、白山大権現、渡部家祖霊社、

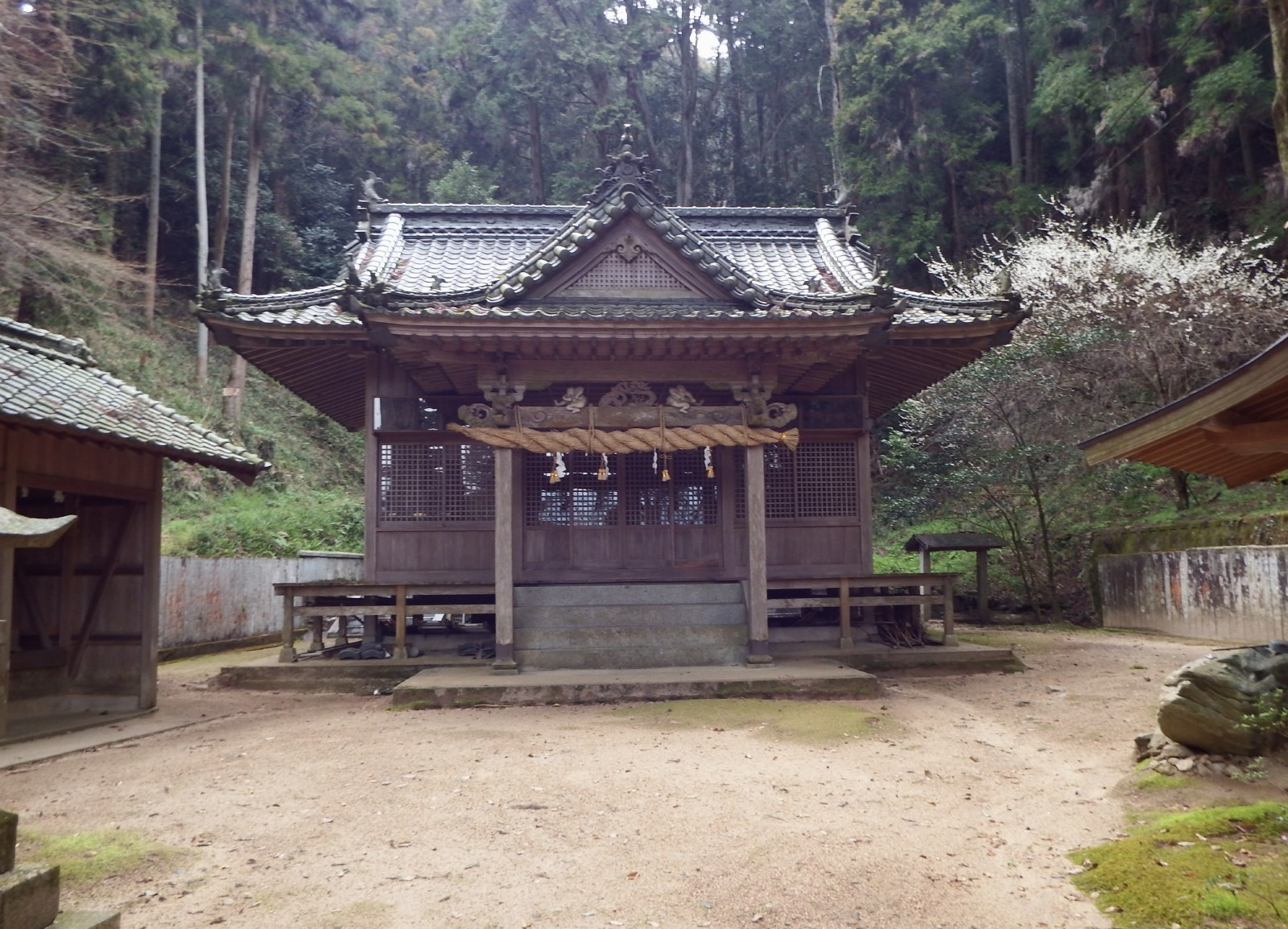
境内
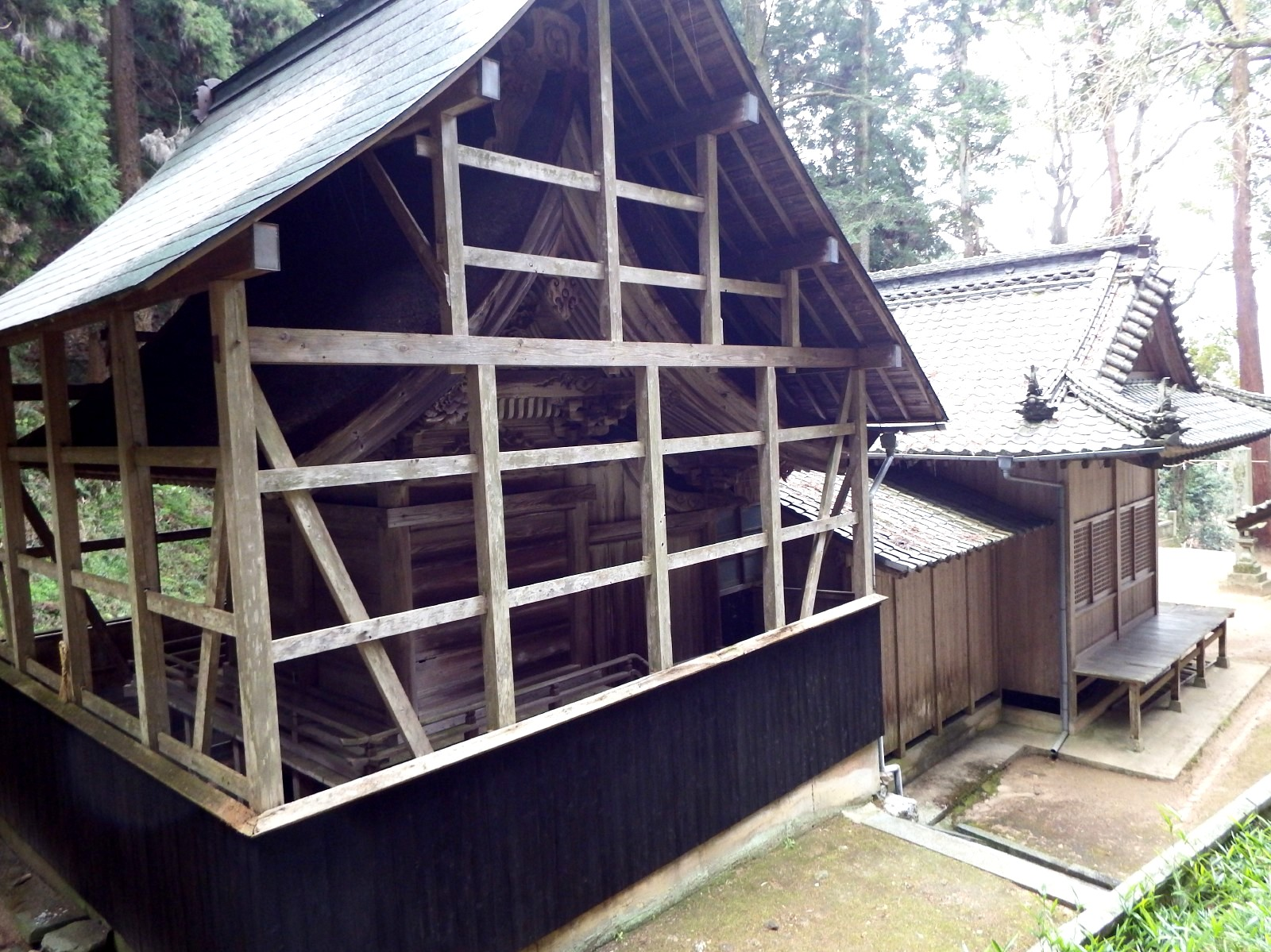
本殿
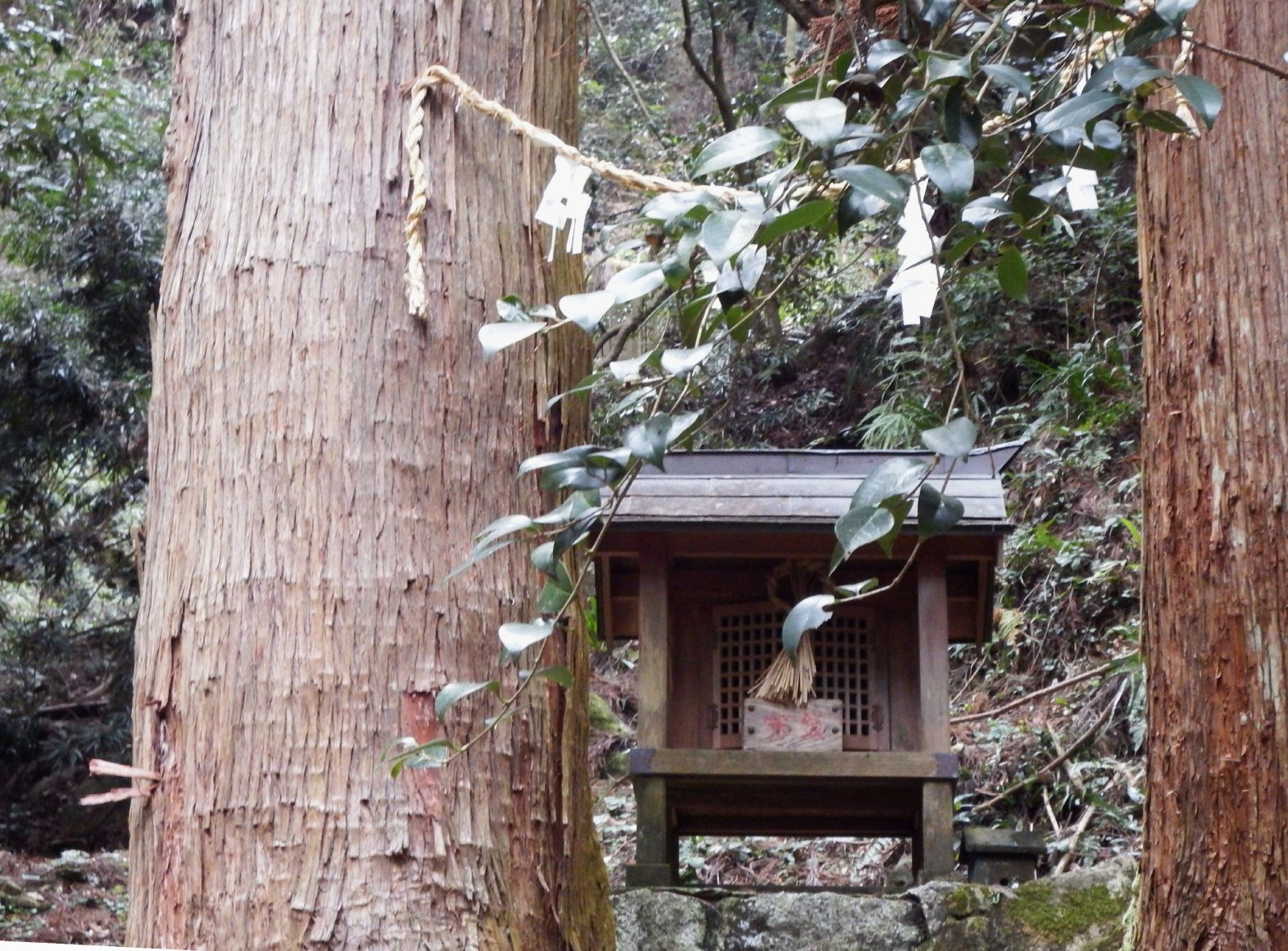
摂末社

1. ↑  現地看板より